# Monte di Malo
Monte di Malo är en ort och kommun i provinsen Vicenza i regionen Veneto i Italien. Kommunen hade 2 825 invånare (2018).